# إدلب
مدينة إِدلِب هي مدينة تقع في شمال غرب سوريا، وهي عاصمة ومركز محافظة إدلب، يبلغ ارتفاعها حوالي 500 متر (1600 قدم) فوق مستوى سطح البحر، وتقع على بعد 59 كيلومترًا (37 ميلًا) جنوب غرب حلب، يطلق عليها إدلب الخضراء لكثرة أشجار الزيتون فيها، استولت قوات الثورة السورية على المدينة في بداية الثورة السورية في عام 2011، وبحلول عام 2017 كانت العاصمة الفعلية لحكومة الإنقاذ السورية.
مدينة إدلب هي المنطقة الإدارية الأولى في المحافظة (مركز المحافظة)، يوجد بها العديد من الأماكن الأثرية المميزة وبها متحف إدلب الذي يضم آثارًا من محافظة إدلب العريقة تاريخياً، يوجد في هذا المتحف العديد من الآثار ربما يعد أهمها الرُقم المكتشفة في مملكة إيبلا في تل مرديخ.
بلغ عدد سكان المدينة مع قرى المركز 126,284 نسمة حسب تعداد عام 2004. وحسب إحصاء عام 2010، يقدر عدد سكانها بـ164,883 نسمة، غالبيتها العظمى من العرب وعدد قليل من الأكراد والأتراك، وينتمي أكثر هؤلاء السكان إلى الطائفة السنية، ونسبة منهم من الشيعة والمسيحيين والدروز ومن أقليات دينية أخرى. ويقدر معدل نمو السكان سنوياً بـ 5,15 لتكون ثاني مدينة سورية من حيث معدل نمو سكانها.

## التسمية
هناك آراء عديدة في تسميتها:
- الرأي الأول: أن إدلب هو اسم مركب كما في الآرامية مؤلف من (أدد) وهو الآلهة المشتركة عند الآرامية، وهو نفسه الإله (هدد) إله العاصفة والرعد. والشق الثاني من الكلمة هو (لب) ويعني بالآرامية والسريانية (لب الشيء أو قلب الشيء أو مركزه) والكلمة بمجملها (إدلب) تعني (مركز أدد) أو مكان عبادة الإله (أدد) والمرجح أن هناك معبد وثني خصص لهذا الإله في منطقة إدلب ومن المعتقد أن هذا المعبد الوثني هو مكان الجامع العمري أو خلفه - الذي هدم - حيث كان معبداً وثنياً. وعند انتشار الديانة المسيحية في المنطقة تحول هذا المعبد الوثني إلى دير، ومن ثم إلى مجمع ديري مسيحي، ويعتقد أنه هو (دير دلبين) الذي ذكره تشالينكو من خلال رسائل الأديرة المينوفيزية سنة (567 م) مع قادتهم في القسطنطينة، ومن ثم تحول هذا الدير مع الفتح العربي الإسلامي إلى جامع وسمي بالجامع العمري نسبة إلى عمر بن الخطاب وهذا هو شأن معظم المساجد في المحافظة التي أقيمت عند الفتح الإسلامي وهذا هو حال تقريباً أكثر أمكنة العبادة في سوريا في تحولها من معابد وثنية إلى معابد مسيحية ثم إلى مساجد في العهد الإسلامي، مثال: الجامع الأموي في دمشق، والجامع الأموي في حلب.
- الرأي الثاني: يقول الباحث والمؤرخ فايز قوصرة عن نشوء مدينة إدلب: (إنّ حال مدينة «إدلب» كحال الكثير من البلدان والقرى التي نشأت حول المعبد الديني، فقرية «لوبان»، وهي التسمية الإبلائية لـ«إدلب»، تكوّنت في حدود منتصف الألف الثالث قبل الميلاد حول معبد «نيداكول» الإبلائي، وهذا المعبد كان يقوم في موقع جامع «العمري» الذي تمّ هدمه في عام 1988، وتذكر نصوص «إبلا» بأنّ ملك «كيش» وبعد زواجه من أخت ملك «إبلا» المعروف «إيبريوم»، أرسل أخته «زانيب دولوم»، لتصبح كاهنة في هذا المعبد، وهذا يبرز أهمية هذا المعبد في هذه المنطقة تاريخياً، وفي منتصف القرن السادس الميلادي، تحوّل المعبد الوثني إلى دير سرياني حمل اسم «دير دْلبين»، وحول هذا الدير تكونت القرية في حي «الصليبة» الذي لا يزال يعرف بهذا الاسم حتى اليوم في هذه المدينة، وثبت اسم هذا الدير عند العرب المسلمين باسم «دير لِبْ»، تحريفا للاسم السرياني القديم، وفي فترة الفتوحات الإسلامية، لم يذكر عن واقع هذا الدير، أوهذه القرية شيئاً، فأبناؤها أيدوا العرب المسلمين لتخليصهم من جور بيزنطة، واضطهادها المذهبي لهم، ونتيجة الضغوط الكبيرة التي تعّرضت لها الكنيسة السريانية المنوفيزية من قبل الفرنجة لكي تتبع كنيستهم اللاتينية، هاجر الكثير منهم إلى «مصر» و«العراق» و«لبنان»، حيث أنّ هناك الكنيسة الأقرب إلى مذهبهم، وأمّا من بقي منهم فقد أسلم بعد خروج «الفرنجة»، وفي العهد المملوكي انتهت حياة هذا الدير، وتحوّلت كنيسته إلى مسجد دعي بـ«العمري»، وهذا الاسم كان شائعاً في تلك العهود، فلغتنا الشعبية المحكية فيها العديد من الكلمات السريانية، حيث كان «السريان» يسمون الدير بـ«العُمر»، ومع الزمن تحوّل موقع الجامع إلى قرية تدعى «ادليب الصغرى» بالياء، وأحيانا «اذليب الصغرى»، ويذكر الشيخ «عبد الرحمن ربوع» ابن «إدلب» في مذكراته، بأنّ بناء «إدلب الصغرى» قد تمّ في عام 1512 م. ويمكن تلخيص نشوء مدينة «إدلب» بالمراحل التالية: معبد وثني، ثم دير سرياني، فجامع في قرية «دير ليب»، وفي النصف الأول من القرن الخامس عشر الميلادي أصبحت تسمى قرية «إدليب الصغرى»، وفي النصف الثاني من القرن التاسع عشر، انتهت «إدلب الكبرى» الشمالية، بعد أن هاجر سكانها إلى «إدلب الصغرى» الحالية، ومنذ حوالي مائة وخمسين عاماً اقتصرت التسمية رسمياً على «إدلب»».
- الرأي الثالث: لخير الدين الأسدي، أن إدلب اسمها من الآرامية أسوة بكل مكان عرف قبل الفتح الإسلامي، مركب من (أد) ويعني هواء، و (دَ) أداة بين المضاف والمضاف إليه شأن الآرامية، بعدها (لب) وتعني القلب فتصبح تسميتها (هواء القلب = ينعش القلب والجسد) وحقيقتها كذلك.
- الرأي الرابع: هو أن إدلب جاءت من لفظة آرامية (إدلبو) وتعني مكان تجميع وتسويق المحاصيل الزراعية، وهذا أيضاً ماينطبق عليها إذ تحيط بإدلب وبقطر 10 كم فقط (34) قرية ومزرعة.
- الرأي الخامس: ذكره البستاني أن تسميتها جاءت من لفظة (دلبات) وتعني باللغة القطلية القديمة (إله الزراعة).
- الرأي السادس: قال عنها المؤرخ الغزي أنها قرية سريانية – تدعى وادي ليب – وضبطها الأستاذ الشيخ شعيب الكيالي بالذال المعجمة (إذلب) ونتيجة التشظيف والتصحيف أصبح اسمها اليوم (إدلب)
- الرأي السابع: أن (إيد لب) من السريانية: (إيد) تعني اليد. و (لب) تعني القلب. فتصبح بذلك (يد القلب = روح اللب = روح المكان).

## التاريخ
ذكر اللغوي وعالم الأنساب مرتضى الزبيدي في كتابه (تاج العروس) ان إدلب كانت قبل الفتح الإسلامي ذات محلتين المحلة الكبرى وهي المنطقة الشمالية من المدينة والمحلة الصغرى وهي الجنوبية وذكر أنها كانت من أعمال وانضمتا إلى بعضهما وأصبحت كتلة واحدة. أما ادلب الحالية فهي مكان ادلب الصغرى وقد اندثرت ادلب الكبرى منذ مطلع القرن السابع عشر وتقع شمالي ادلب الحالية بحوالي 1 كم.
وذُكر أيضاً في مراجع أخرى أن إدلب الكبرى هي الواقعة شمال طريق معرة مصرين الحالي وهي قرية «دارسة»، وإدلب الصغرى إلى الجنوب من الأولى على بعد حوالي ثلاثة كيلومترات وهي العامرة اليوم.
وكانت قرية إدلب تتبع سرمين فيما مضى، ثم بدأت أهميتها بالظهور بعد أن اهتم بها الصدر الأعظم محمد باشا الكوبريللي (1583-1661)، فجعل مواردها وقفاً على الحرمين الشريفين وأعفاها من الرسوم والضرائب وأقام فيها مبانٍ ما تزال قائمة إلى اليوم فقصدها الناس من جسر الشغور وسرمين والقرى المجاورة، فاتسعت وازدهرت على حساب إدلب الكبرى التي طوي ذكرها.
نظم محمد باشا الكوبرلي مدينة إدلب وفق مخطط عمراني اختاره بنفسه فبنى فيها الخانات كخان الشحادين وخان الرز ونظم أسواقها فجعل لكل حرفة فيها سوقاً خاصة، ورصف شوارعها بالحجر. ويتألف المخطط العام للمدينة من نواة بيضوية قديمة مكتظة بالسكان، وأحياء جديدة تنتشر حلقات حول النواة وتخترقها شوارع عريضة مستقيمة ومنتظمة.
في النصف الثاني من القرن الثامن عشر غدت إدلب تتبع جسر الشغور ثم أتبعت بـأريحا ثم صارت مركز قضاء عام 1812م، وشهدت إدلب في العام 1890 تطورا حضريا ملحوظا تمثل في اتساع سوقها الشعبي ووجود 14 مسجدًا و90 مدرسة لتعليم القرآن الكريم فيها، وفي مرحلة الانتداب الفرنسي كانت أولى المناطق السورية التي يزرع فيها القطن.
عانت إدلب ما عانته بقية المدن السورية في أوائل القرن العشرين من المجاعة بسبب الحرب العالمية الأولى وأصابها الدمار وسيق رجالها إلى الجندية الإجبارية وصودرت أرزاقها وغلاّتها باسم الإعانة والإعاشة، كما عانت مرة أخرى من الاحتلال الفرنسي عندما اتخذها إبراهيم هنانو معقلاً لثورته على فرنسا فقصفتها قوات الاحتلال بالمدفعية في 20 يناير 1920 واعتقلت معظم أهلها فتشرد الكثيرون في البراري، ثم عادوا إليها ثائرين فاحتلوا دار الحكومة، وظلت المدينة على مناهضتها للاحتلال حتى رحيل القوات الفرنسية عنها في 18 يناير 1945.
تحولت إدلب إلى مركز محافظة في عام 1958م بعد زيارة رئيس الجمهورية العربية المتحدة آنذاك جمال عبد الناصر للمدينة وبناء على طلب أهلها منه ليلغي بعدها تبعية المدينة إدارياً لمدينة حلب وليعلنها مركزاً لمحافظة إدلب.
وقد استخدم السكان الأحجار الكلسية في البناء قديماً وحديثاً ومنازلهم نوعان: يتألف الأول والذي يدعى بالبيوت العربية من فسحة واسعة في الوسط يحيط بها عدد من الغرف وتزينها الأعمدة المزخرفة والأقواس، وهو نمط عالي التكلفة وقليل الاستيعاب للسكان، أما الثاني فهو النمط الأوروبي في الأبنية.

## الجغرافيا والمناخ
تتميز بمناخ جاف مشابه لمناخ مناطق البحر المتوسط، إذ تقل الأمطار المتساقطة فيها مقارنة بالأمطار التي تسقط في المناطق الساحلية، غير أن الأمطار التي تسقط تعد كافية لري زراعاتها من الحبوب الشتوية، وأشجار الزيتون والفاكهة. ويقدر معدل الأمطار السنوي فيها ب 495 مم. ونظراً لارتفاعها عن سطح البحر (451 مترًا)، يبلغ متوسط درجات الحرارة فيها صيفاً بين (30-45) وشتاء بين (-3 إلى +13)، درجة رطوبتها قليلة.
| البيانات المناخية لـإدلب                               | البيانات المناخية لـإدلب | البيانات المناخية لـإدلب | البيانات المناخية لـإدلب | البيانات المناخية لـإدلب | البيانات المناخية لـإدلب | البيانات المناخية لـإدلب | البيانات المناخية لـإدلب | البيانات المناخية لـإدلب | البيانات المناخية لـإدلب | البيانات المناخية لـإدلب | البيانات المناخية لـإدلب | البيانات المناخية لـإدلب | البيانات المناخية لـإدلب |
| الشهر                                                  | يناير                    | فبراير                   | مارس                     | أبريل                    | مايو                     | يونيو                    | يوليو                    | أغسطس                    | سبتمبر                   | أكتوبر                   | نوفمبر                   | ديسمبر                   | المعدل السنوي            |
| ------------------------------------------------------ | ------------------------ | ------------------------ | ------------------------ | ------------------------ | ------------------------ | ------------------------ | ------------------------ | ------------------------ | ------------------------ | ------------------------ | ------------------------ | ------------------------ | ------------------------ |
| الدرجة القصوى °م (°ف)                                  | 20 (68)                  | 21 (70)                  | 26 (79)                  | 35 (95)                  | 37 (99)                  | 44 (111)                 | 42 (108)                 | 39 (102)                 | 38 (100)                 | 37 (99)                  | 29 (84)                  | 24 (75)                  | 44 (111)                 |
| متوسط درجة الحرارة الكبرى °م (°ف)                      | 11.2 (52.2)              | 13.4 (56.1)              | 17.4 (63.3)              | 22.1 (71.8)              | 27.1 (80.8)              | 31.3 (88.3)              | 34.0 (93.2)              | 34.2 (93.6)              | 31.2 (88.2)              | 26.2 (79.2)              | 18.7 (65.7)              | 12.8 (55.0)              | 23.3 (74.0)              |
| المتوسط اليومي °م (°ف)                                 | 6.5 (43.7)               | 8.2 (46.8)               | 11.7 (53.1)              | 15.9 (60.6)              | 20.4 (68.7)              | 24.5 (76.1)              | 27.0 (80.6)              | 27.1 (80.8)              | 24.3 (75.7)              | 20.0 (68.0)              | 13.1 (55.6)              | 8.0 (46.4)               | 17.2 (63.0)              |
| متوسط درجة الحرارة الصغرى °م (°ف)                      | 2.5 (36.5)               | 3.6 (38.5)               | 6.4 (43.5)               | 9.9 (49.8)               | 13.9 (57.0)              | 17.7 (63.9)              | 20.5 (68.9)              | 21.1 (70.0)              | 18.5 (65.3)              | 14.7 (58.5)              | 8.4 (47.1)               | 4.1 (39.4)               | 11.8 (53.2)              |
| أدنى درجة حرارة °م (°ف)                                | −5 (23)                  | −5 (23)                  | 1 (34)                   | 1 (34)                   | 8 (46)                   | 15 (59)                  | 18 (64)                  | 20 (68)                  | 13 (55)                  | 3 (37)                   | −4 (25)                  | −5 (23)                  | −5 (23)                  |
| الهطول مم (إنش)                                        | 63 (2.5)                 | 55 (2.2)                 | 43 (1.7)                 | 27 (1.1)                 | 19 (0.7)                 | 4 (0.2)                  | 0 (0)                    | 0 (0)                    | 5 (0.2)                  | 21 (0.8)                 | 35 (1.4)                 | 62 (2.4)                 | 334 (13.2)               |
| المصدر #1: Climate-Data.org (1991-2021 altitude: 432m) |                          |                          |                          |                          |                          |                          |                          |                          |                          |                          |                          |                          |                          |
| المصدر #2: Voodoo Skies for record temperatures        |                          |                          |                          |                          |                          |                          |                          |                          |                          |                          |                          |                          |                          |

## الزراعة والصناعة
تشتهر إدلب وريفها بمنتوجها من الزيتون حتى أن الأخوين رسل سمّياها عام 1772 بلد الزيتون وهو محصولها الأول، ويقدر عدد أشجار الزيتون فيها 3 ملايين شجرة. وفي إدلب صناعات قديمة مختلفة، كعصر الزيتون (كان في المدينة زمن العثمانيين 200 معصرة زيتون اندثرت كلها تحت الأرض)، وصناعة الصابون (حصرت هذه الصناعة بها في عهد محمد باشا الكوبرلي، فكان فيها ست وثلاثون مصبنة، ودليل ذلك المصبنة الكبرى والتلتان الكبيرتان المؤلفتان من رجيع الصابون والتي تبلغ مساحة كل واحدة منها آلاف الأمتار المربعة ولهذا اشتهرت ادلب قديماً باسم (ادلب الصابون))، وصناعة الدبس والحلاوة والطحينة والأحذية. وتعد مدينة إدلب سوقاً تجارية واسعة للمناطق المحيطة بها، كما تسيطر على تجارة الزيتون وزيته في سورية عامة. ومن الزراعات الهامة في المدينة إضافة إلى الزيتون زراعة التين والعنب والقمح والشعير والقطن والبقوليات بأنواعها والتوابل.

## الرياضة
تنتمي إلى مدينة إدلب العديد من الفرق الرياضية في عدة ألعاب شعبية على رأسها كرة القدم وألعاب القوى وكرة الطاولة.
يمثل ناديا أمية والعمال قطبي الرياضة الإدلبية، يعود تاريخ إنشاء نادي أمية لكرة القدم إلى 1952 حيث كان يسمى آنذاك بنادي الإخاء العربي وتم تغيير تسميته إلى نادي أمية عام 1971م عندما تشكلت منظمة الاتحاد الرياضي في سورية. تراوح نادي أمية لكرة القدم وعلى مر تاريخه بين نوادي الدرجة الأولى والثانية، وبلغ الدرجة الأولى لأول مرة عام 1991. بدأ النادي منذ سنوات قليلة باستقدام لاعبين محترفين وأجانب. ورفد المنتخب الوطني بعدة لاعبين منهم حازم حربا وبرهان صهيوني وفيصل تتان وغيرهم. وقد تم إنشاء عدة ملاعب تدريبية خاصة إضافة إلى الملعب الرئيسي والمسمى بالملعب البلدي وكذلك الملعب العمالي.
وتشتهر مدينة إدلب رياضياً بألعاب القوى وركوب الدراجات الهوائية، ففي تاريخ نادي العمال حصل المصارع الأسطوري خالد الفرج على 31 ميدالية ذهبية لناديه ولوطنه طيلة فترة لعبه قبل اعتزاله بعد إصابته.

## الثقافة

### أماكن سياحية
متحف إدلب
أنشئ متحف إدلب في عام 1987م ويقع في المدخل الشرقي لمدينة «إدلب» وعلى مساحة تزيد عن 5000 متر مربع. يعتبر بحق أكبر خزانة تضم في ردهاتها مجموعة كبيرة من اللقى الأثرية والتحف الثمينة التي عثر عليها من خلال التنقيبات الأثرية التي أجرتها البعثات العربية والأجنبية في أرجاء المحافظة التي يزيد فيها عدد المواقع الأثرية عن 800 موقع مسجلة لدى مديرية الآثار في المحافظة.
يحوي آثار المنطقة وبخاصة أهم آثار تل مرديخ (مدينة إيبلا التاريخية)، وبصورة عامة، يضم المتحف حصاد بعثات التنقيب العاملة في المحافظة في مواقع إيبلا وداحس وتل الكرخ وتل مسطومة وتل آفس ومدافن سراقب. وقد عرضت الآثار حسب تسلسلها الزمني بدءاً من الألف الثالث قبل الميلاد وحتى العصور الإسلامية كما خصص جناح للتقاليد الشعبية.
وفي المتحف قسم لحفظ جميع الألواح الفخارية الخاصة بالمكتبة الملكية في إيبلا، منسقة ومبوّبة ومحفوظة بشكل علمي دقيق، يجعلها سهلة التناول للدراسة التي يقوم بها فريق عالمي ينشر نتائج دراساته في حوليات تصدر في روما، ولقد غيّرت هذه الدراسات كثيراً من المعلومات الخاصة عن تاريخ العصر القديم (التوراة).
يتألف المتحف من طابقين في كل طابق عدد من الأجنحة والصالات وأولها صالة «التقاليد الشعبية» التي تخص المحافظة من لباس شعبي وأوانٍ تراثية وكل ما يتعلق بالتقاليد الشعبية في الطابق الأول والقسم الثاني الجناح الإسلامي الذي يضم العديد من الكنوز الأثرية التي تعود إلى الفترة الأموية من دراهم ذهبية وأوانٍِ فخارية وزجاجية.
كما تحتوي الصالة على كنوز عثمانية ومملوكية من نقود ذهبية وفضية وأوانٍ فخارية وزجاجية مكتشفة من المواقع الأثرية في أرجاء المحافظة، والصالة الثانية تحتوي على الآثار الكلاسيكية التي تعود إلى الفترة الرومانية والبيزنطية التي تتوضع معظم المواقع التي اكتشفت بها في الكتلة الكلسية في جبال «باريشا» و«جبل الزاوية» وفيها العديد من اللوحات الفسيفسائية وبعض التماثيل الحجرية ومن أهم التماثيل الموجودة تمثال روماني اُكتشف في منطقة «الرام الشمالي» في «إدلب» المدينة وهو عبارة عن تمثال على شكل متوازي مستطيلات في أحد أوجهه تمثال لأحد الملوك في تلك الحقبة وفي الوجه الآخر تمثال لزوجته إضافة إلى أوانٍ زجاجية وفخارية كانت تستخدم في تلك الحقبة الزمنية كما تحتوي الصالة على بعض محتويات المدافن المكتشفة في موقع «تل عمار» التابع لمنطقة «سلقين» إضافة إلى بعض النقود النحاسية والذهبية والفضية.
الطابق المتوسط وهو عبارة عن شرفة صغيرة تعرض فيها بعض المكتشفات الأثرية في «تل المسطومة» و«عين الكرخ» في سهل الروج والتي تعود معظمها إلى الألف السادس قبل الميلاد العصر الحجري ومعظمها سكاكين وأدوات حجرية تمثل جذور الحضارة في المحافظة، والطابق الثاني يقسم إلى قسمين الأول تعرض فيه مجموعة كبيرة من اللقى الأثرية في «تل دينيت» وقرية «داحس» التي تمثل الفترة الإسلامية و«تل آفس» و«قميناس» التي تمثل «العصر الحجري» وتل «خان شيخون» وتل «الطوقان» ومعظم هذه المواقع تغطي الفترة ما بين الألف السادس قبل الميلاد والفترة الإسلامية.
أما القسم الثاني من هذا الطابق تعرض فيه أهم المكتشفات الأثرية في مملكة «إيبلا» حيث تم عرضها في قسم خاص لأهمية هذه المملكة وغناها بالمكتشفات الأثرية حيث تعرض فيه جميع المكتشفات منذ عام /1964/ حتى الآن وهي مجموعة من الرقم المسمارية الفخارية التي تحكي تاريخ المدينة في الفترة ما بين 2400 و2250 قبل الميلاد وهذه الرقم معظمها نصوص سياسية وأدبية ومن أهمها الرقم الذي يحمل أقدم معاهدة سياسية بين مملكة «إيبلا» ومملكة «أبرسال» التي تنظم العلاقات التجارية والسياسية بين المملكتين وتدل على قوة مملكة «إيبلا» وتقدمها في النصف الثاني من الألف الثالث قبل الميلاد ويحتوي هذا الجناح على /20/ خزانة خشبية تحتوي الكثير من الأدوات الحجرية والفخارية والمعدنية واللوحات الفنية والتماثيل والمجوهرات الذهبية التي تعطي فكرة واضحة عن أهمية مملكة «إيبلا» في عصريها الذهبيين الأول فترة البرونز القديم 2400 حتى 2250 قبل الميلاد والثاني فترة البرونز الوسيط ما بين 1900 و1600 قبل الميلاد كما تعرض العديد من الأواني الفخارية والتماثيل في ردهات المتحف من جميع المواقع المكتشفة في المحافظة التي تعود إلى الفترة الكلاسيكية.

### معالم أثرية

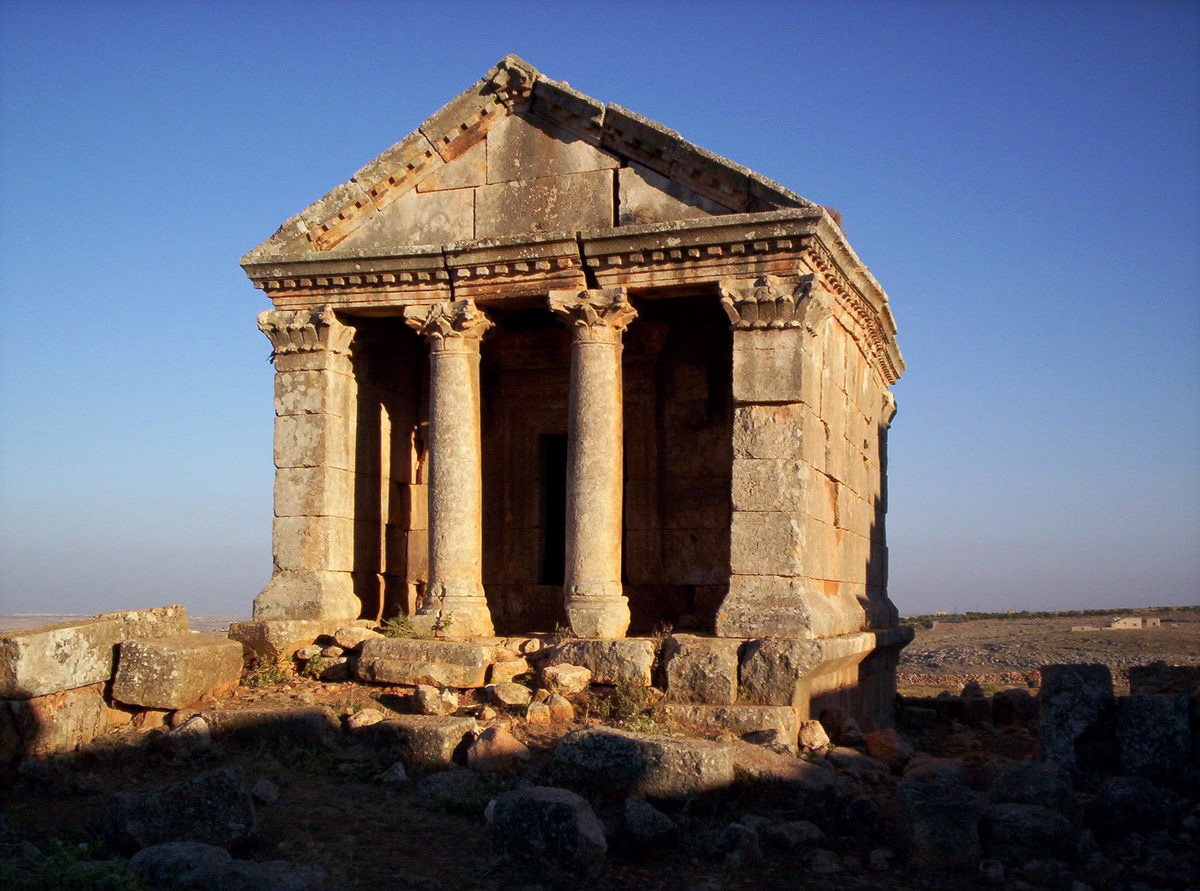
معبد بيزنطي في مدينة إدلب.

تعتبر محافظة ادلب من أقدم البقاع وأغناها بالآثار، فهي تمتلك قسم كبير من آثار القطر العربي السوري، وأكثر المناطق الحافلة بالأحداث التاريخية العائدة إلى حقب من الحضارات المتعاقبة، منذ الألف الخامس قبل الميلاد، في تل عين الكرخ مروراً بمملكة إبلا والحقب الحثية - آرامية - آشورية - يونانية - رومانية - بيزنطية - حتي العصور الإسلامية المختلفة، ويتجلي ذلك في أوابدها التاريخية الهامة المنتشرة في المحافظة. حيث يوجد فيها 400 موقعاً أثرياً، منها حوالي 200 تلاً أثرياً. وتقوم على جبالها القرى والمدن الأثرية المهجورة، ما بين محفوظة بكامله، وقرى لم يبق منها سوى أطلال محدودة تؤكد تاريخها، إضافة إلى عدد من الشقف والقلاع، التي هي رمز النضال والدفاع ضد الغزاة.
يحيط بمدينة إدلب عدد كبير من المناطق الأثرية كـالبارا ورويحة وقلب لوزة وقصر البنات وغيرها. وهي لا تبعد أكثر من 15 كم عن جبل الأربعين أفضل مصايف الشمال.
يحتوي مدينة إدلب على بيت العياشي الأثري الموجد في وسط المدينة (شارع الجلاء) والمؤلف من فناء الدار الحاوي على بركة الماء ويحيط بها عدد من الغرف ذات النقوش الحجرية الجميلة والمسماة حسب استخدامها (الحرملك والسلملك وغيرها) وهي تسميات تركية الأصل، ويوجد كذلك الإيوان الذي يتوسط غرفتين كبيرتين.
ومن آثار مدينة إدلب أيضا السباطات ومنها سباط جحا وسباط الكيالي وسباط يحيى بيك والتي ما تزال قائمة حتى الآن، وهذه السباطات عبارة عن قنطرة تعلوها غرفة ذات شبابيك تطل على الزقاق الذي يمر تحت هذه القنطرة.
وتحتوي المدينة كذلك على حمامات عامة منها ماهو قائم حتى الآن مثل حمام المحمودية وحمام الهاشمية وهما معلمان أثريان الآن.
وفي الماضي كان يوجد في المدينة ثلاثة خانات هي خان الرز الذي يحتوي على 40 غرفة موزعة على طابقين كان يحل فيها التجار، وخان الشحادين الذي بناه إبراهيم باشا الكبرلي وكان مأوى للفقراء في القرن الثامن عشر، وخان أبو علي. هذه الخانات لم تعد قائمة حالياً بسبب التنظيم العمراني في المدينة.
يوجد في محافظة إدلب بشكل عام مئات المدن والمواقع الأثرية التي تعود إلى آلاف السنين قبل الميلاد يذكر منها:
- أبو الظهور
- حارم
- ملس
- الترنبة
- النيرب
- إيبلا
- عرشين
- البارة
- الغدفة
- اللوزة
- المغارة
- سرجيلا
- تفتناز
- رويحة
- جرادة
- شنشراح
- داعودا
- سرمدا
- دير فيتا
- داعودا
- دير سيتا
- أرمناز
- دركوش
- بيزة
- قلب لوزة
- بافرحا
- باب الهوى
- جبل الأربعين
- تلمنس
- دير شرقي (بها قبر الخليفة الراشد عمر بن عبد العزيز)
- بيرة أرمناز

### مصايف
من المصايف الشهيرة في إدلب
- دركوش
- حمام الشيخ عيسى
- عين الزرقا
- القنية
- اليعقوبية
- الشيخ عيسى
- الغسانية
- جبل الأربعين
- كفر سجنة (تل النار)
- كوارو تقع في شمال غرب ادلب وكانت تطلق عليه اسم ام الرياح يبلغ عدد سكانها 1500 نسمة.

مناطق محافظة ادلب :
تنقسم ادلب الى 6 مناطق رئيسيات
1.ادلب المدينة
2.معارة النعمان(المعرة)
3.جسر الشغور
4.أريحا
5.خان شيخون
6.حارم

## وصلات خارجية
- موقع الإنترنت.
- محافظة إدلب.
- إدلب - متحف «إدلب»... خزانة من خزائن التاريخ.
- تجديد متحف إدلب المركزي.
- إدلب متحف إدلب - أرشيف الصور - اكتشف تركيا.